# 상하이 지하철 16호선
상하이 지하철 16호선(중국어: 上海轨道交通16号线)(디수이후 선)은 상하이 지하철의 한 노선으로 정식 명칭은 상하이 궤도교통 16호선이며, 중국에서는 상하이도 교통16호선으로 표기한다. 노선 색상은 ■ 옥색이다.

## 운행 방식

### 급행 서비스
16호선은 현재까지 룽양루 역, 뤄산루 역, 신창 역, 후이난 역, 디수이후 역에서만 운행하는 급행 서비스와 함께 다양한 중계 서비스를 계획중인 유일한 상하이 지하철 노선이다. 2014년 1월 30일 이후 철도 차량의 부족과, 과도한 주행으로 인해 모든 급행 서비스가 일시 중단되었다. 이 조치로 인해 완행 열차 배차간격이 매시 20분에서 매시 10분으로 단축되었다. 이후 충분한 차량이 확보되면 급행 서비스를 재개할 것을 발표하였다. 또한 용량을 추가로 늘리기 위해, 기존의 3량 차량은 2015년 말까지 6량으로 확장하기로 했다. 2016년 3월 21일에 급행 서비스가 재개되었다. 또한 러시아워 시간대에는 배차간격을 최소 4분으로 단축했으며, 6량 및 3량 차량을 같이 운행하게 되었다.

### 배차 간격
| 운행 시간                                  | 운행 시간                           | 운행 시간                            |
| ------------------------------------------ | ----------------------------------- | ------------------------------------ |
| 시간                                       | 룽양루~후이난 동 구간               | 후이난 동~디수이후 구간              |
| 7:00 — 9:00                                | 룽양루 방면 4-5분 디수이후 방면 8분 | 룽양루 방면 7-10분 디수이후 방면 8분 |
| 9:00 — 17:00                               | 약 8분                              | 약 8분                               |
| 17:00 — 19:30                              | 약 4분 30분—6분                     | 약 4분 30분—6분                      |
| 그외 시간대 （첫차 — 7:00； 19:30 — 막차） | 12분—18분                           | 12분—18분                            |
| 주말                                       |                                     |                                      |
| 8:00 — 20:00                               | 약 6분                              | 약 6분                               |
| 그외 시간대 （첫차 — 8:00； 20:00 — 막차） | 6분—12분                            | 6분—12분                             |

## 역 목록
|    |    |            |            |                    |                                     |       |       |           |  |  |  |
| ●  | ●  | 룽양루     | 龙阳路     | Longyang Road      | ■ 2호선 ■ 7호선 ■ 18호선 ■ 자기부상 | 0.00  | 0.00  | 푸둥 신구 |  |  |  |
| ｜ | ｜ | 화샤중루   | 华夏中路   | Middle Huaxia Road | ■ 13호선                            | 4.37  | 4.37  | 푸둥 신구 |  |  |  |
| ｜ | ●  | 뤄산루     | 罗山路     | Luoshan Road       | ■ 11호선                            | 2.67  | 7.04  | 푸둥 신구 |  |  |  |
| ｜ | ｜ | 저우푸둥   | 周浦东     | East Zhoupu        |                                     | 4.98  | 12.02 | 푸둥 신구 |  |  |  |
| ｜ | ｜ | 허사항청   | 鹤沙航城   | Heshahangcheng     |                                     | 2.62  | 14.64 | 푸둥 신구 |  |  |  |
| ｜ | ｜ | 항터우둥   | 航头东     | East Hangtou       |                                     | 2.60  | 17.24 | 푸둥 신구 |  |  |  |
| ｜ | ●  | 신창       | 新场       | Xinchang           |                                     | 3.60  | 20.84 | 푸둥 신구 |  |  |  |
| ｜ | ｜ | 야생동물원 | 野生动物园 | Wild Animal Park   |                                     | 4.84  | 25.68 | 푸둥 신구 |  |  |  |
| ｜ | ●  | 후이난     | 惠南       | Huinan             |                                     | 6.05  | 31.73 | 푸둥 신구 |  |  |  |
| ｜ | ｜ | 후이난 동  | 惠南东     | East Huinan        |                                     | 5.79  | 37.52 | 푸둥 신구 |  |  |  |
| ｜ | ｜ | 수위안     | 书院       | Shuyuan            |                                     | 10.61 | 48.13 | 푸둥 신구 |  |  |  |
| ｜ | ●  | 린강다다오 | 临港大道   | Lingang Avenue     |                                     | 7.08  | 55.21 | 푸둥 신구 |  |  |  |
| ●  | ●  | 디수이후   | 滴水湖     | Dishui Lake        |                                     | 2.59  | 57.80 | 푸둥 신구 |  |  |  |
|    |    |            |            |                    |                                     |       |       |           |  |  |  |

## 차량

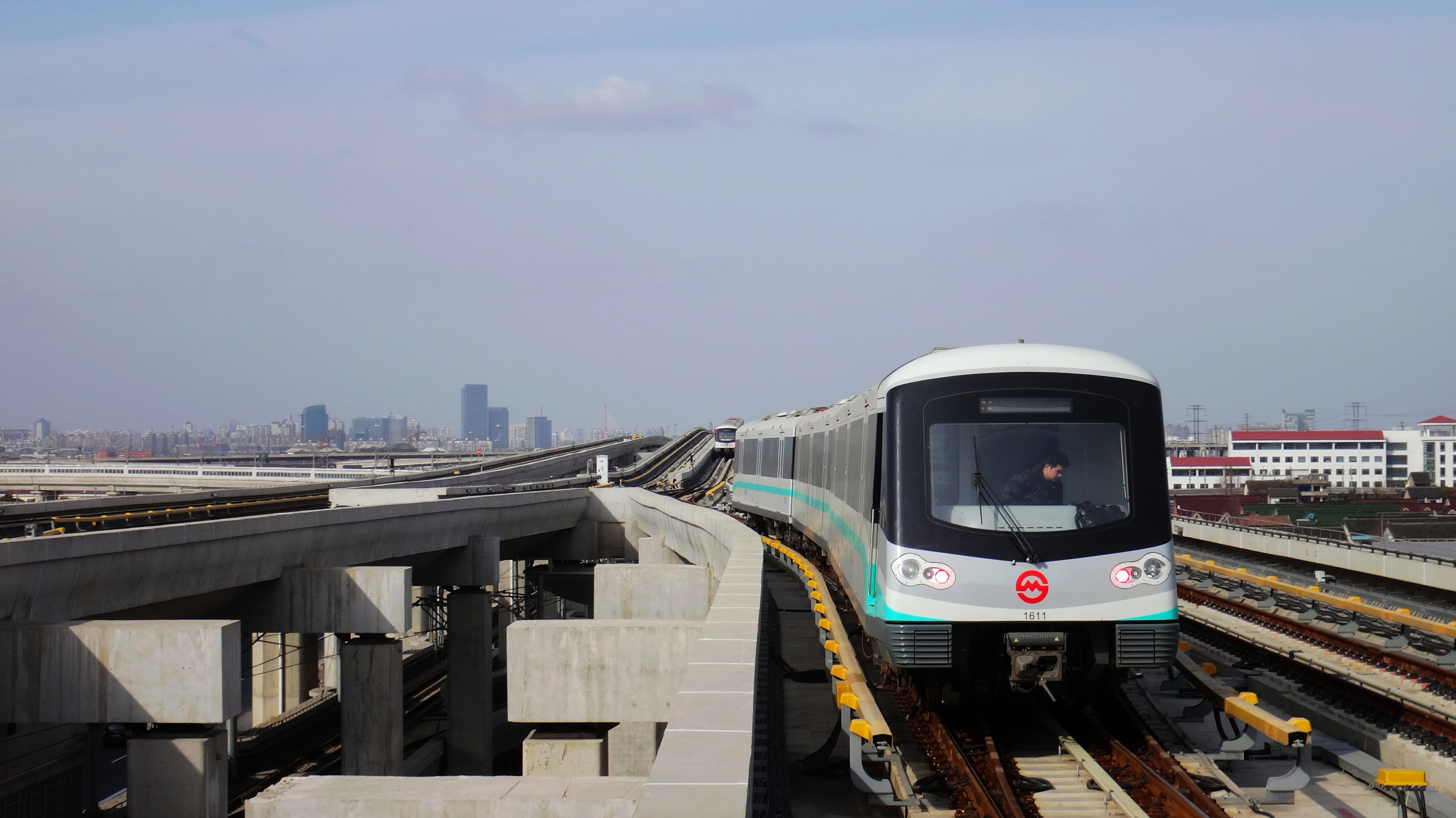
16호선 열차

### 16A01형 전동 객차
- 도색：전면에 흑백 조합, 양 측면에 파란색 띠.
- 제조사：중국남차(中国南车) 주저우 전력궤차
- 설계 속도：120 km/h
- 차량 편성：3량 편성（Mcp+M+Mcp）(6량 편성을 위해 부분적으로 열차 중련)
- 제조 년도：2012년—2014년
- 차량 총수 : 46대 (1601-1646)
- 동력 방식：VVVF 인버터
- 차량 내 좌석이 크로스 시트로 구성.
- 모든 차량에는 점등식 노선도를 갖추고 있고, 각 객실 통로 위에 노란색 LED 디스플레이가 있다. 차량 전두부에는 열차 운행 방식(일반/급행) 및 행선지가 표시되는 노란색 LED 디스플레이가 있다.

## 같이 보기
- 상하이 지하철